# L'uomo di ferro (film 1981)
L'uomo di ferro (Człowiek z żelaza) è un film del 1981 diretto da Andrzej Wajda, vincitore della Palma d'oro come miglior film al 34º Festival di Cannes. Fu candidato all'Oscar al miglior film straniero.
L'opera prende in parte le mosse dal precedente L'uomo di marmo (1976).

## Trama
Danzica, 1980. Nella città lo sciopero dei lavoratori dei cantieri navali continua. Tra questi, un ruolo importante è svolto dall'attivista Maciek Tomczyk, un lavoratore segnato dalla morte del padre. Il governo comunista incarica Winkel, un dipendente della televisione di stato, di infiltrarsi nel movimento degli scioperanti e indagare su Tomczyk per screditarlo agli occhi dell'opinione pubblica.
Winkel incontra la moglie ed alcuni conoscenti di Maciek, ricostruendone le attività nel movimento sindacale. Scopre tra l'altro che il padre di Tomczyk, Mateusz Birkut (protagonista delle vicende del film L'uomo di marmo), non aveva permesso al figlio di prendere parte alle proteste studentesche nel marzo 1968. Nel 1970 gli operai polacchi si ribellarono di nuovo e in uno degli scontri con la polizia il padre di Maciek muore, colpito dalle milizie della ZOMO. Maciek è costretto ad andare in un centro psichiatrico in seguito a questo fatto. Dopo un periodo in manicomio, Maciek esce ma è pronto ad abbandonare gli studi per l'attivismo sindacale. 
Maciek inizia a lavorare nei cantieri navali ma viene presto licenziato dopo aver provato a ricostruire i fatti riguardanti la morte del padre. Senza lavoro, Maciek si dedica alla scrittura di testi contro il governo e il comunismo e viene imprigionato per tre mesi. In seguito, Maciek si unisce allo sciopero dei cantieri di Danzica del 1980.
Durante le sue indagini, Winkel si rende quindi conto di essere vittima di manipolazioni e delle ingiustizie del regime e nonostante le pressioni dei suoi superiori, finisce per unirsi agli scioperanti e decide di non girare il reportage.